# Jem Karacan
Jem Paul Karacan (Catford, 21 februari 1989) is een voormalige Engels-Turks voetballer die bij voorkeur als middenvelder speelde.

## Clubcarrière
Karacan stroomde in 2007 door vanuit de jeugd van Reading, waar hij op 6 juli van dat jaar zijn eerste profcontract tekende. Hij debuteerde op 26 augustus 2007 in het eerste team, in een wedstrijd in het toernooi om de League Cup tegen Luton Town. Hij scoorde meteen tijdens zijn debuut. Reading verhuurde Karacan op 18 oktober 2007 aan Bournemouth en op 20 maart 2008 aan Millwall. Op 13 april 2009 scoorde hij zijn eerste competitiedoelpunt in de Championship, tegen Blackpool. Op 19 september 2012 verlengde hij zijn contract bij Reading tot medio 2015.
Karacan tekende in juli 2015 een contract tot medio 2018 bij Galatasaray SK, dat hem transfervrij inlijfde.

## Interlandcarrière
Karacan werd geboren in het Londense Catford. Zijn vader is een Turkse Cyprioot en zijn moeder een Britse. Hij kwam reeds uit voor verschillende Turkse jeugdelftallen. Hij speelde onder meer drie wedstrijden voor Turkije -21. Hij debuteerde tegen Armenië -21. Op 13 oktober 2012 werd hij voor het eerst opgeroepen voor de hoofdmacht voor een WK-kwalificatieduel tegen Hongarije. Hij kwam echter niet in actie.

## Erelijst
Reading
- Football League Championship

2012